# Сід Вілсон
Сід Вілсон (англ. Sid Wilson) — американський музикант, учасник музичних груп Slipknot і AMPT. Також відомий як Ratboy, DJ Starscream, #0 (чи 0).

## Slipknot
У жовтні 1998 в групу прийшов Сід Вілсон як діджей. Багато хто не хотів впускати його в групу, стверджуючи що 9 людина в ній це вже перебір і DJ це занадто для метал групи.
Сід прийшов у групу як DJ і зараз продовжує свою роботу в групі як DJ. Сід побачив вперше Slipknot на їх концерті в Де-Мойні. Тоді він пішов зі своєї групи, і пішов на це шоу. Коли Сід побачив їх, він зрозумів, що зобов'язаний стати частиною цієї групи.

### Маски
Деякі маски Сід купує у харківського бренда Bob Basset.

#### Slipknot
Спочатку Сід носив маску у вигляді протигаза. Для того щоб не падати в непритомність під час виступів він знімав фільтри і вибивав шибки у протигазах. Обличчя Сід також фарбував в чорний колір, щоб воно не дуже виділялося на тлі маски. Всього у Сіда налічується понад 14 різних моделей протигазів.

#### Iowa
При записі нового альбому, Сід носив латексну маску, схожу на протигаз і череп одночасно. Вони були двох типів. Біла і чорна. У великий отвір для рота, він вставляв "зуби", щоб маска була схожа на череп. Своє обличчя він знову ж фарбує в чорний колір.

#### Vol. 3: The Subliminal Verses
На цьому альбомі Сід носить маску черепа , який повністю закриває його голову, або маску черепа, яка закриває лише його обличчя. В останній масці, можна помітити що спочатку всі зуби в ній були на місці, але незабаром зникли.

#### All Hope Is Gone
Маска трансформера з рухомими бровами, ротом який може відкриватися і світяться очі. У кліпі Psychosocial можна чітко бачити як Сід може без утруднень відкривати рот, так само на інтерв'ю він показав що може за бажанням рухати бровами маски.

#### Knotfest
Під час даного фестивалю, Сід носив маску з першого альбому. (Можливо ту ж саму.)

#### Memorial Tour
Під час Memorial Tour, Сід носив ту- ж маску як і в All Hope Is Gone тільки очі не були червоні.
На фестивалі Ozzfest 2013 в Японії, Сід вийшов на сцену в новій масці: вона представляла собою чорний шкіряний шолом, з отворами на роті. Очі закривають дві металеві пластини, з маленькими отворами.

#### .5: The Gray Chapter
Маска кардинально змінена, не схожа не на одну його маску. Очі прикриті сіткою/решіткою, на місці вух, свого роду, щось схоже на клапани/кришки, зроблені зі шкіри (але верхню частину голови закриває сталева покришка), сама маска захвачує всю голову. На рот надягається або сталевий або шкіряний намордник. Ця маска виготовлена для Сіда українською артстудією Bob Basset.

## Дискографія DJ Starscream
- 2003 — Full Metal Scratch-It
- 2003 — Abunaii Sounds - Tataku On Your Atama
- 2005 — Sound Assault
- 2005 — Live At Konkrete Jungle New York City
- 2006 — The New Leader

## Факти
- Сід - наймолодший член групи.
- Сід так само був показаний в Frat Party at the Pankake Festival, мультимедійне творіння групи Linkin Park.
- Його хобі - ліплення з глини, сноуборд, приготування їжі.
- Особистості надихаючі Сіда: DJ Jazzy Jeff, DJ Cash Plenty, Invisible Scratch Pickles Crew, Executioners, SPC
- Улюблені фільми:, Чорна маска, Зловісні мерці, Зловісні мерці 2, Армія темряви, Фантазм
- У Сіда два псевдоніма «ratboy» (щурик) (через зачіску, нагадує щурячий хвіст) і «monkeyboy» (через його поведінку на сцені).
- Сід вибрав псевдонім «DJ StarScream» на честь робота Старскріма який брав участь у фільмі Трансформери. Так само на кистях Сіда намальовані два татуювання у формі емблем трансформерів двох типів - Автоботів і Десептиконів які так само з'явилися у фільмі Майкла Бея.
- До Slipknot грав у DJ команді Sounddpoof в нічних клубах.
- Перша платівка - саундтрек до фільму Поліція Маямі
- Сід найбільш саркастично налаштований член групи. Так само його небезпідставно, поряд з Шоном Креханом, вважають самим божевільним членом Slipknot. Під час концертів він не проти забратися вище і стрибнути в натовп або на платформу перед своїм пультом. Тому він заводила в групі.
- Першим захопленням Dj StarScream'a була панк -рок  музика. Він грав на басу та саксофоні в різних початківців панк- командах. Дебют Dj StarScream'a на сцені відбувся в 1994 році разом з Sound Proof Coalition, командою діджеїв з Де- Мойн, у рідному штаті Айова

## Інструменти
- Vestax PMC 07 Pro ISP Quadrophonic 2 Channel DJ
- Scratch Mixer
- Vestax PDX-2000 turntable (2)
- Korg KP2 Kaoss Pad Digital Effect / Controller
- Digitech Whammy 4 pedal